# Малая Колыбань
Малая Колыбань (укр. Мала Колибань) — село в Хмельницком районе Хмельницкой области Украины.
Население по переписи 2001 года составляло 77 человек. Почтовый индекс — 31345. Телефонный код — 382. Занимает площадь 0,382 км². Код КОАТУУ — 6825083305.

## Местный совет
31345, Хмельницкая обл., Хмельницкий р-н, с. Копыстин, ул. Ленина, 86